# 海恩維爾 (喬治亞州)
海恩維爾（英語：Hayneville）是位於美國喬治亞州休斯敦縣的一個非建制地區。該地的面積和人口皆未知。

## 地理
海恩維爾的座標為32°23′01″N 83°37′15″W / 32.38361°N 83.62083°W，而該地的平均海拔高度為134米（即440英尺）。